# Lygarina
Genre
Synonymes
- Notiothauma Millidge, 1991
- Millidgefa Özdikmen, 2007

Lygarina est un genre d'araignées aranéomorphes de la famille des Linyphiidae.

## Distribution
Les espèces de ce genre se rencontrent en Amérique du Sud.

## Liste des espèces
Selon World Spider Catalog (version 16.5, 23/10/2015) :
- Lygarina aurantiaca (Simon, 1905)
- Lygarina caracasana Simon, 1894
- Lygarina finitima Millidge, 1991
- Lygarina nitida Simon, 1894
- Lygarina silvicola Millidge, 1991

## Publication originale
- Simon, 1894 : Histoire naturelle des araignées. Paris, vol. 1, p. 489-760 (texte intégral).